# Maison Katić et galerie Mića Popović à Loznica
La maison Katić et galerie Mića Popović à Loznica (en serbe cyrillique : Кућа Катића са Галеријом Миће Поповића ; en serbe latin : Kuća Katića sa Galerijom Miće Popovića) se trouve à Loznica, dans le district de Mačva, en Serbie. Elle est inscrite sur la liste des monuments culturels protégés de la république de Serbie (identifiant no SK 1546),,,.

## Présentation

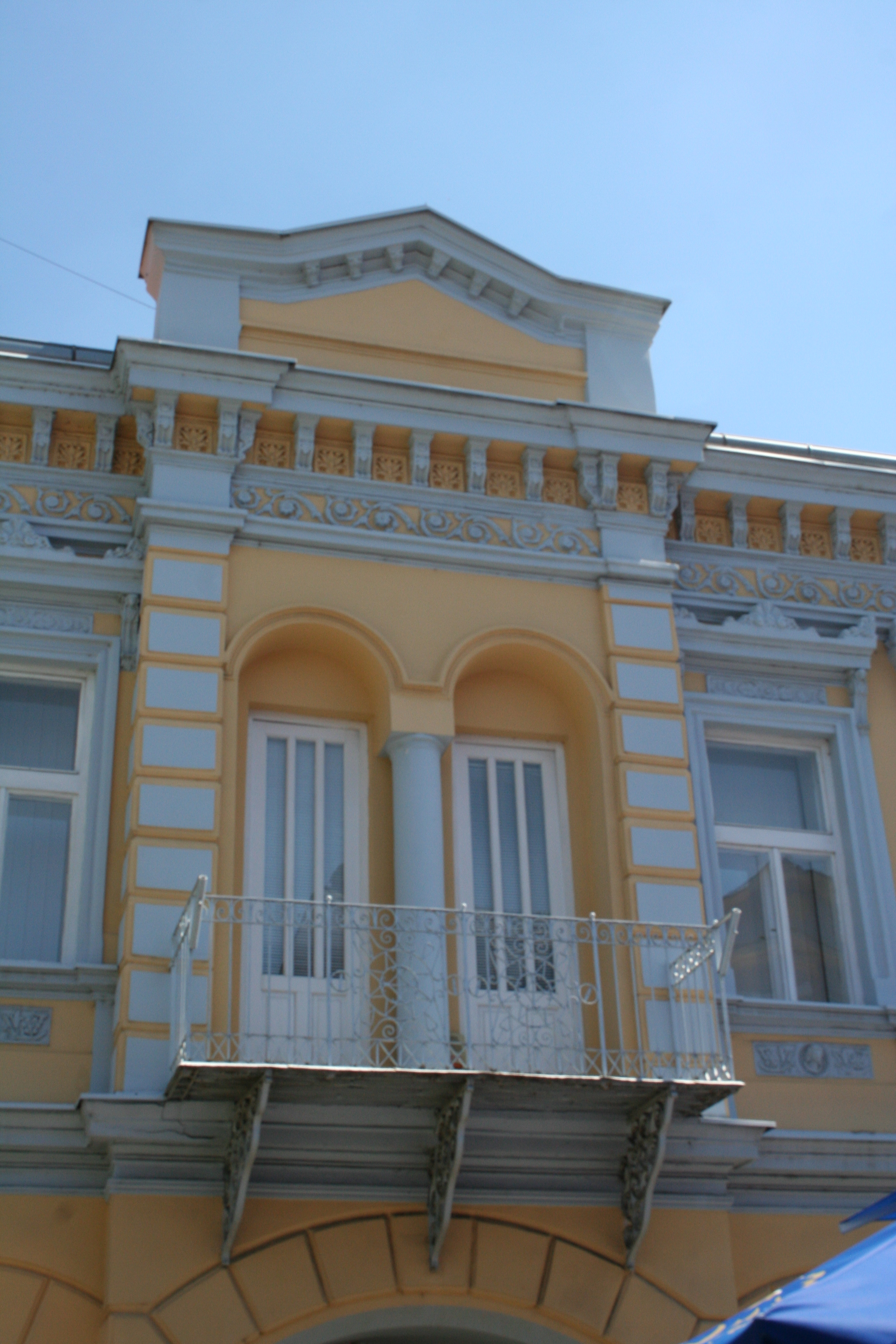
Détail de la façade.

La maison Katić, située 15 rue Jovana Cvijića, est l'une des constructions les plus représentatives du quartier ancien de Loznica. Elle a été construite en 1878 pour Marjan A. Katić, un ancien artisan et marchand, et pour sa famille,. Le rez-de-chaussée était réservé à l'atelier et au magasin de vente où travaillaient principalement les membres de la famille ; sur le côté gauche se trouvait un atelier de tailleur et une boutique et sur le côté droit une épicerie. L'étage servait de résidence et abritait aussi les salles de réception. Jusqu'aux lendemains de la Première Guerre mondiale, la maison était l'une des plus représentatives de la ville et, pour cette raison, les Katić l'ont mise à la disposition des autorités locales pour les besoins des visites d'État. En 1901, le roi Alexandre Ier de Serbie y a passé deux jours lors de son séjour à Loznica, tout comme le roi Pierre Ier en 1904. Svetozar Pribićević, un Serbe de Croatie, y a vécu. Après la Seconde Guerre mondiale, la maison a changé de propriétaire ; le rez-de-chaussée a été conservé par la famille Katić, tandis que l'étage est devenu une société publique. Aujourd'hui, le rez-de-chaussée est détenu par plusieurs propriétaires, tandis que l'étage abrite la galerie Mića Popović. Par son style, le bâtiment est caractéristique de l'historicisme avec des influences de l'architecture néoclassique et du romantisme architectural,.
La maison est constituée d'un rez-de-chaussée et d'un étage. Elle est construite en briques et en pierres enduites de plâtre et peintes ; le toit à deux pans est recouvert de tuiles. Le rez-de-chaussée s'organise symétriquement autour de l'entrée principale située au centre, avec trois ouvertures latérales plus étroites (une porte d'entrée et deux vitrines),. Toutes ces ouvertures sont mises en valeur par des pilastres massifs avec des rainures horizontales et des archivoltes cintrées avec des rainures rayonnantes. Au centre de l'étage se trouve une avancée avec un balcon en fer forgé ; elle est dotée d'une fenêtre géminée très élancée, dont les deux parties sont séparées par une colonne ; de part et d'autre de cette avancée, à gauche et à droite, s'ouvrent trois fenêtres à double battants symétriquement disposées,. Toutes les surfaces au-dessus et autour de ces fenêtres latérales sont ornées de motifs en relief avec des éléments géométriques et floraux,. Un attique triangulaire s'élève au-dessus de la fenêtre géminée de l'avancée centrale et une corniche moulurée avec une série de consoles décoratives et des éléments en relief court au-dessous du toit,.

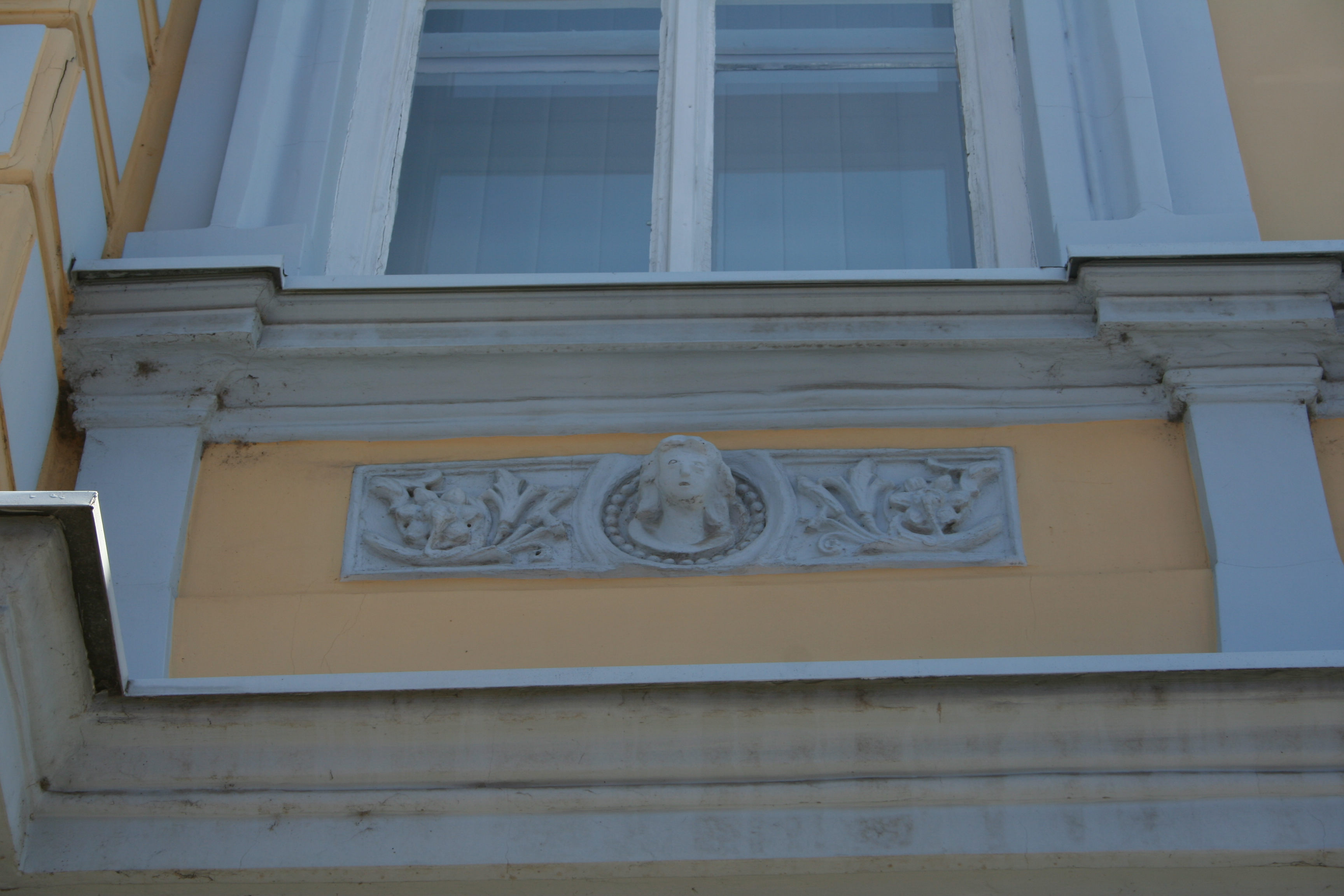
Détail de la décoration de la façade.

## Galerie Mića Popović
Le peintre Mića Popović est né à Loznica en 1923 et a terminé sa scolarité à Belgrade. Dès ses années de lycée, il a exposé ses œuvres au Pavillon des arts Cvijeta Zuzorić et il a connu sa première exposition individuelle en 1950. Il a été élu membre de l'Académie serbe des sciences et des arts en 1985 et il est mort à Belgrade en 1996.
La galerie Mića Popović a ouvert ses portes en 1989 à l'initiative de l'assemblée municipale de Loznica et de la galerie Vid de Belgrade. Pour l'occasion, sa ville natale a offert 20 tableaux et 18 dessins à la galerie, ainsi que des ouvrages écrits sur le peintre par Dobrica Ćosić, Lazar Trifunović, Zoran Gavrić, Borislav Mihajlović Mihiz, Miodrag Pavlović et des livres écrits par l'artiste. Trois ans plus tard, son épouse Vera Božičković Popović a également fait don de 6 tableaux. Parmi les peintures les plus importantes de la collection figurent la Čukundedova kuća (1936) et la Grande Nature morte (1989). En plus des œuvres de Mića Popović, des peintures de son épouse Vera Božičković Popović sont également exposées.

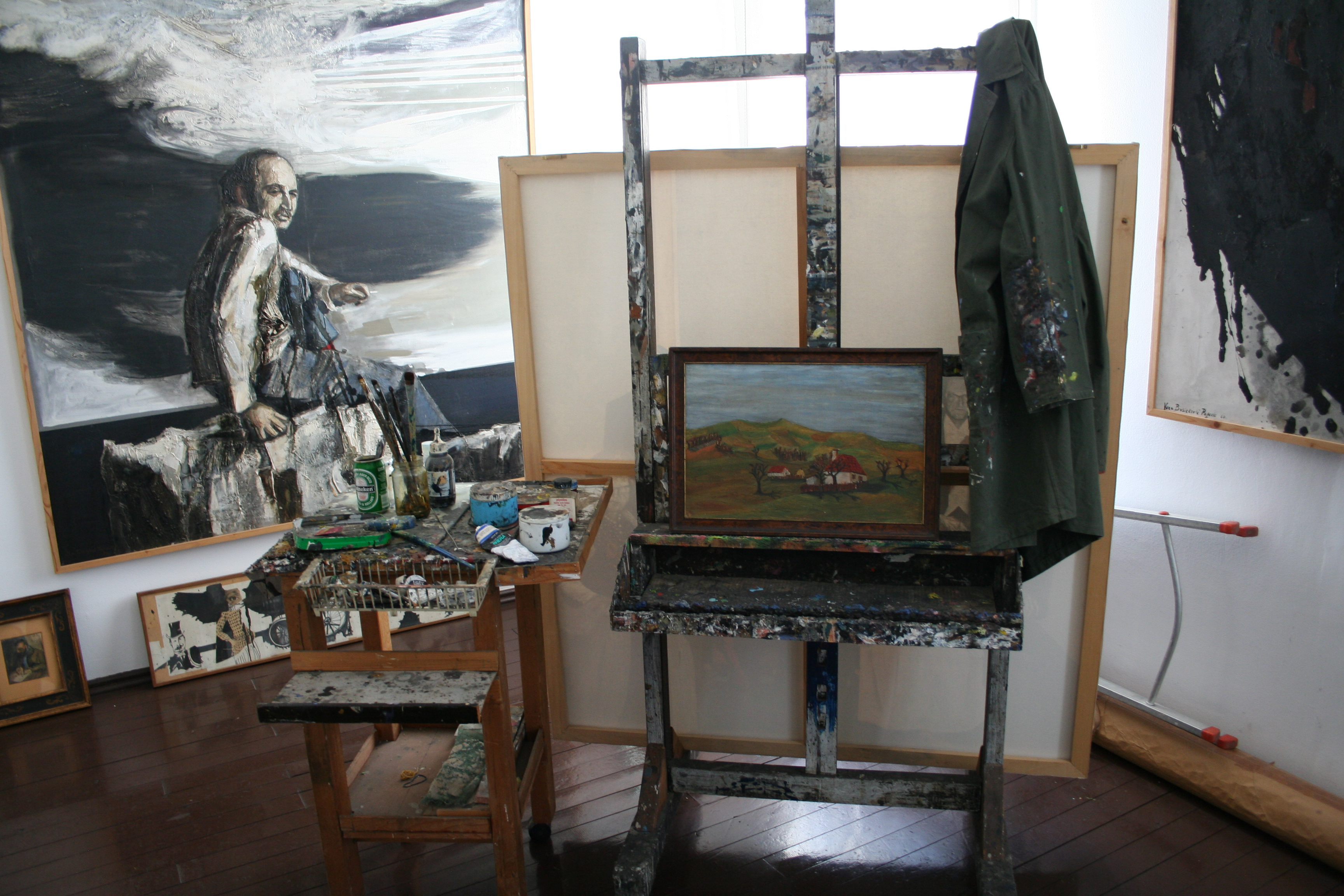
Chevalet de l'artiste dans la galerie.
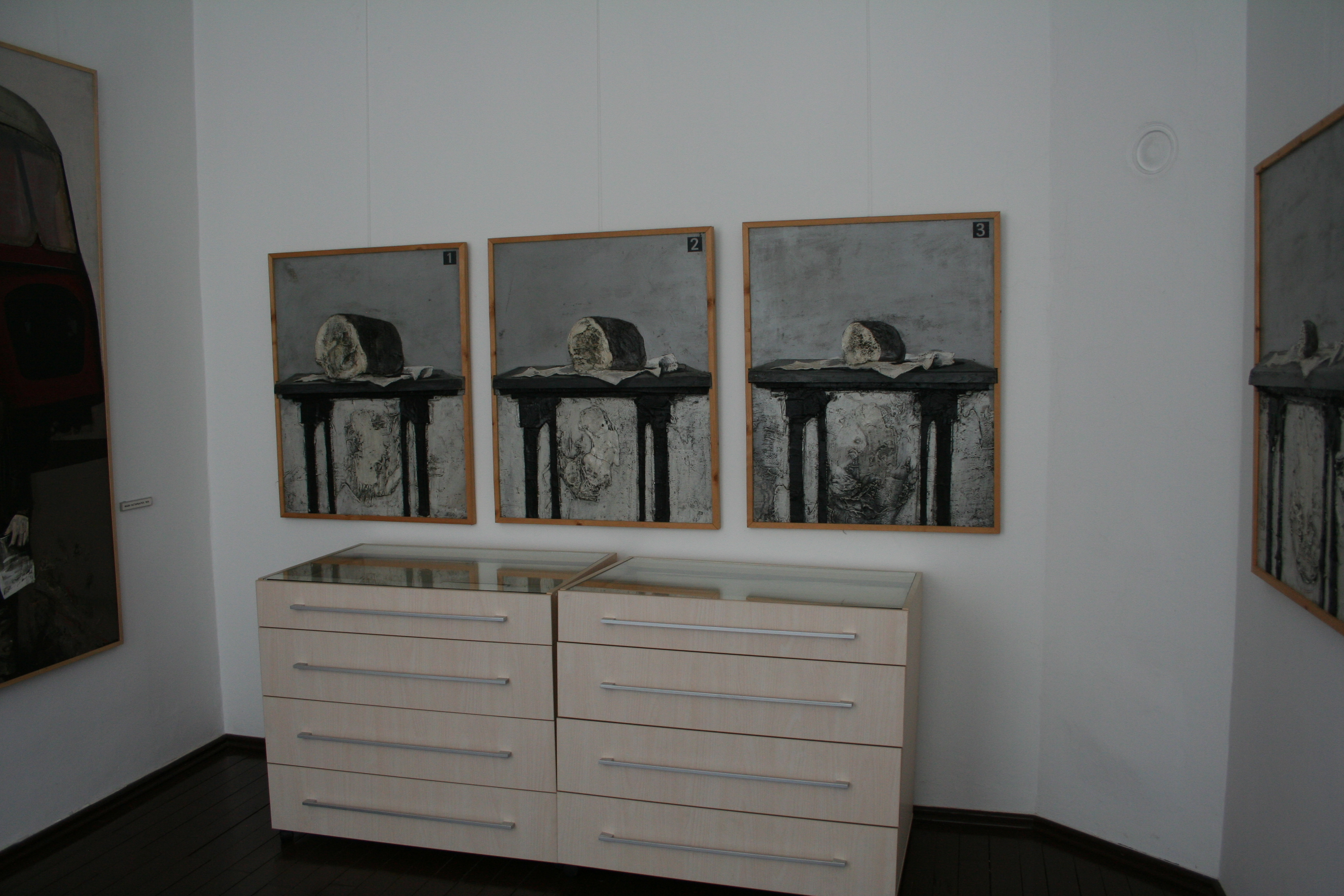
Œuvre dans la galerie.
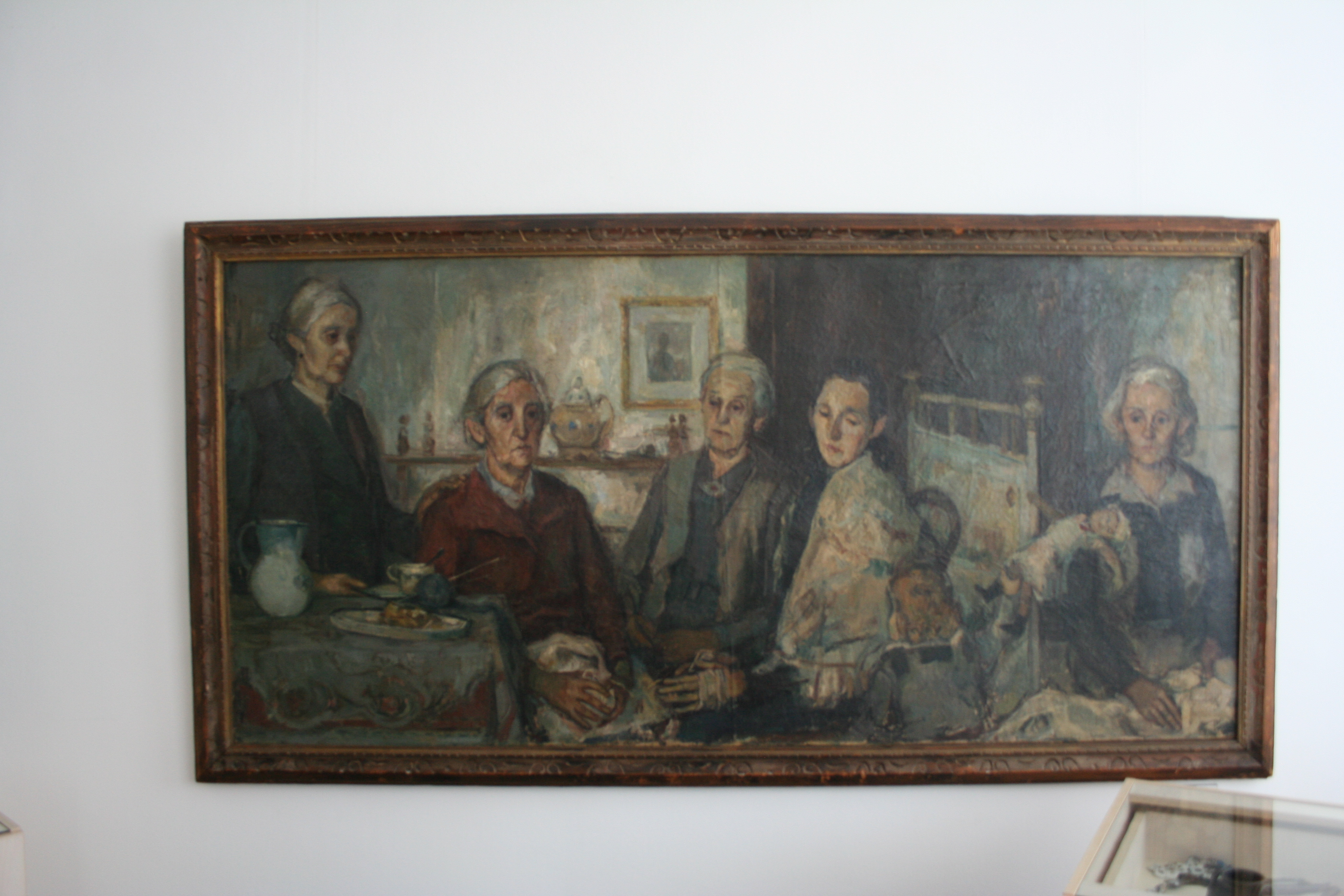
Autre œuvre dans la galerie.
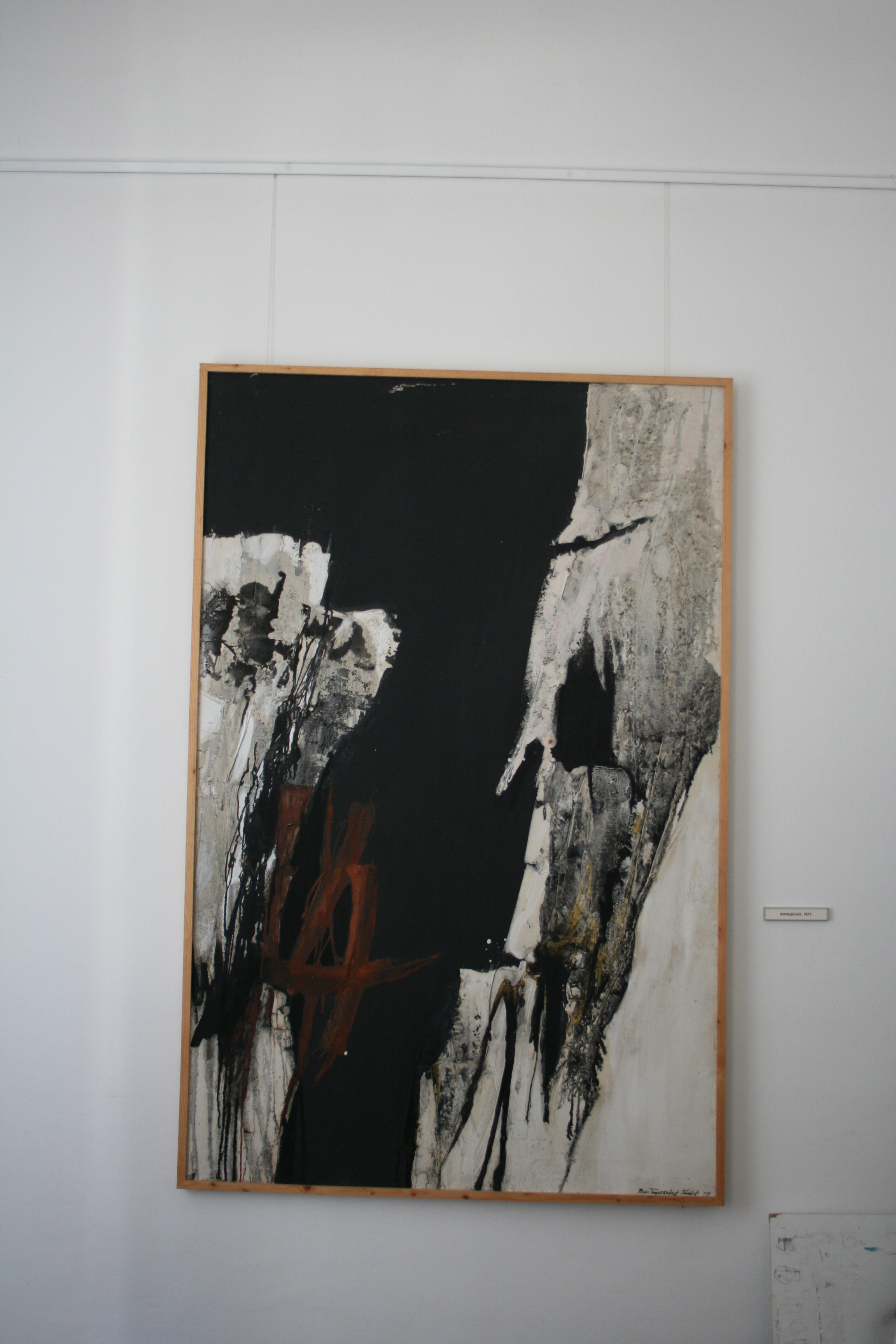
Initiale, 1977, œuvre de Vera Božičković Popović.